# Winston Lake, Kenora District
Winston Lake är en sjö i Kanada.   Den ligger i Kenora District och provinsen Ontario, i den sydöstra delen av landet, 1 300 km väster om huvudstaden Ottawa. Winston Lake ligger 381 meter över havet. Arean är 0,56 kvadratkilometer. Den sträcker sig 1,2 kilometer i nord-sydlig riktning, och 0,9 kilometer i öst-västlig riktning.
I omgivningarna runt Winston Lake växer i huvudsak blandskog. Trakten runt Winston Lake är nära nog obefolkad, med mindre än två invånare per kvadratkilometer.